# Hyles tithymali
Hyles tithymali is een vlinder uit de familie pijlstaarten (Sphingidae). De voorvleugellengte bedraagt tussen de 45 en 85 millimeter, de kleine exemplaren met een voorvleugellengte van minder dan 60 millimeter worden vooral gevonden bij de ondersoort desertolica. De soort komt in verschillende ondersoorten voor in Noord-Afrika, op de Canarische Eilanden, Madeira, enkele eilanden in de Middellandse Zee en in de bergen van Jemen.
Aangenomen wordt dat Hyles tithymali een veel grotere verspreiding over Europa heeft gehad, maar na afkoeling zo'n 3600 jaar geleden is verdrongen door de wolfsmelkpijlstaart, die beter tegen kou bestand is. Daardoor zijn geïsoleerde populaties overgebleven, die uit elkaar zijn gegroeid in verschillende ondersoorten.

## Waardplanten
Hyles tithymali heeft als waardplanten soorten wolfsmelk. De rups kan groeien tot zo'n 8 cm.

## Ondersoorten
Men onderscheidt de volgende ondersoorten:
- H. t. tithymali (Boisduval, 1834) (Tenerife, Gran Canaria, Lanzarote en Fuerteventura eilanden)
- H. t. mauretanica (Staudinger, 1871) (Noord Afrika)
- H. t. deserticola (Staudinger, 1901) (Noord Afrika)
- H. t. gecki (de Freina, 1991) (Madeira)
- H. t. phaelipae Gil-T. & Gil-Uceda, 2007 (El Hierro en La Palma)
- H. t. himyarensis Meerman, 1988 (Jemen)
- H. t. cretica (Eitschberger, Danner & Surholt, 1998) (Kreta)
- H. t. gallaeci Gil-T., Requejo & Estévez, 2011 (Noordwestelijk Iberisch schiereiland)

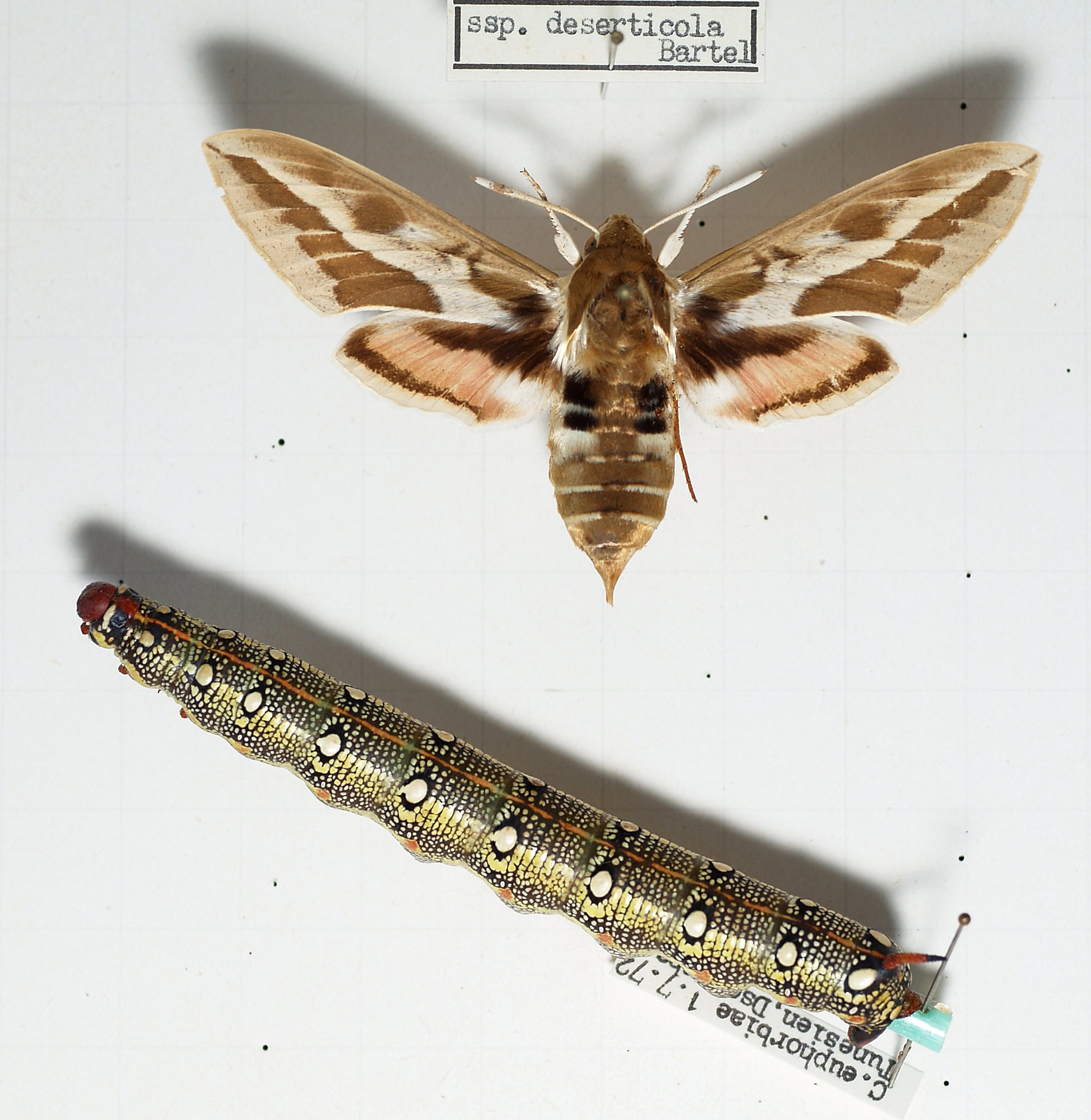
H. t. deserticola
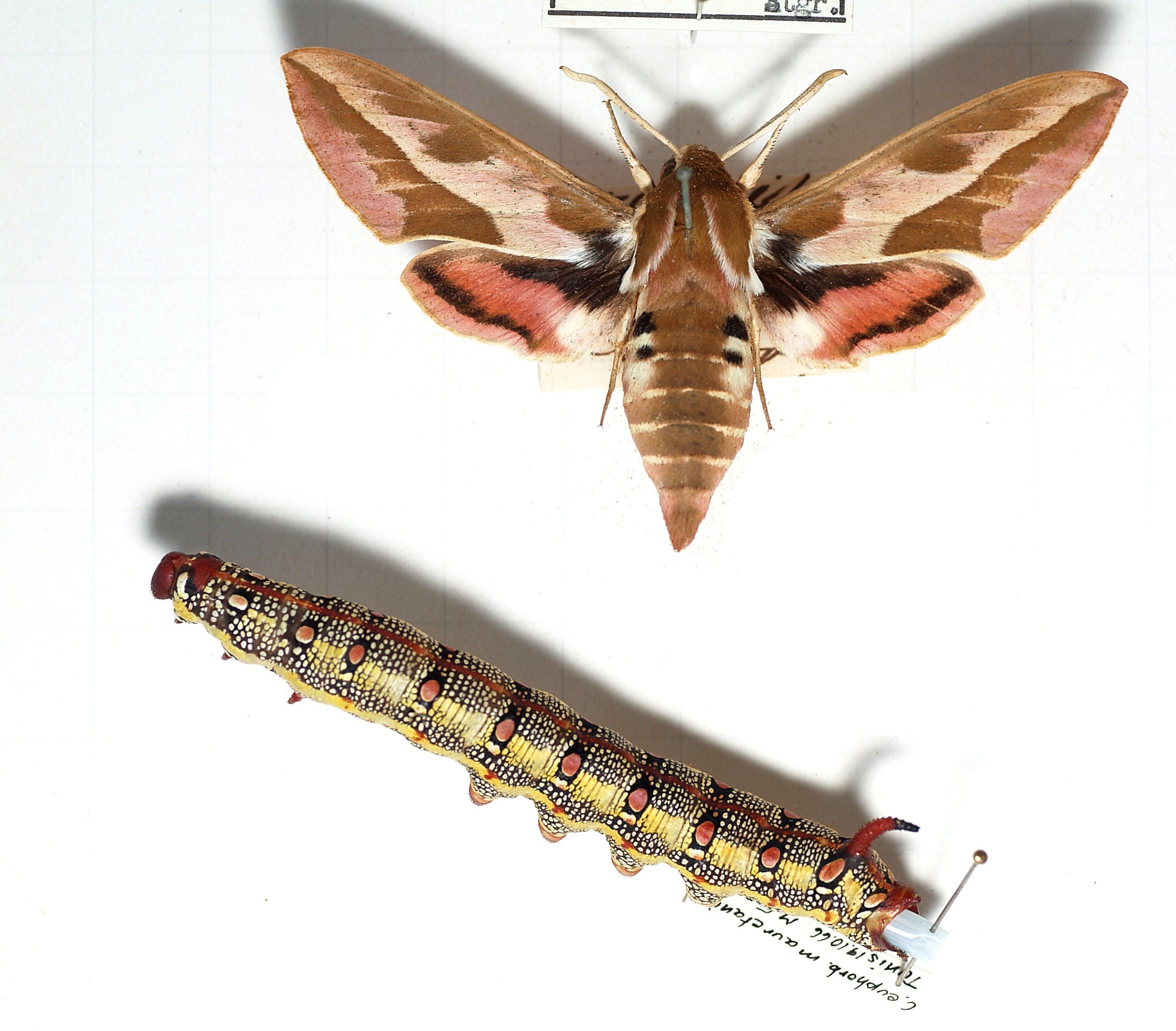
H. t. mauretanica